# Lymphatic Phlegm
Lymphatic Phlegm (deutsch: Lymphenschleim) ist eine brasilianische Grindcoreband aus Curitiba.

## Geschichte
Die Band wurde 1996 gegründet und besteht aus dem Gitarristen und Bassisten Rodrigo Alcântara, der den Drumcomputer programmiert, sowie dem Sänger André Luiz. Im November 1996 erschien das Demo Malignant Cancerous Tumour in the Epithelial Tissue of the Intestine über Loft Records. Sie sind 2002 beim Label Black Hole Productions unter Vertrag. Insgesamt haben sie 14 Split-Veröffentlichungen aufgenommen, daneben nur eine Demo, eine EP und zwei Alben.
Lymphatic Phlegm spielt schnellen Goregrind mit pathologischen Texten. Dabei wirkt das unverständliche Growling von André Luiz wie ein viertes Instrument. Die Band gibt als Einflüsse unter anderem frühe Grindcore-Bands wie Carcass, Autopsy, Mortician und Impetigo an.

## Diskografie

### Demos
- 1996: Malignant Cancerous Tumour in the Epithelial Tissue of the Intestine (Loft Records)

### Alben und EPs
- 2000: Bloodsplattered Pathological Disfunctions (EP/10’’, Putrid Nausea Productions/Last House on the Right)
- 2002: Pathogenesis Infest Phlegmsepsia (CD/LP, Black Hole Productions/2+2=5 Records)
- 2007: Show-off Cadavers – The Anatomy of Self Display (CD, Black Hole Productions)

### Split-Alben
- 1999: From Rotten Process... To Splatter / Malignant Cancerous Tumour (Split mit Flesh Grinder, Millennium Records)
- 2002: Split-CD mit Autophagia, Feculent Goretomb und Ulcerrhoea (Rotten Foetus Productions)
- 2002: Pathologist’s Cadaveric Fleshfeast/For an Apple and an Egg (mit S.M.E.S., Bizarre Leprous Productions)
- 2002: Wide Opened Thoraco-Abdominal Tract/Bathed in Hecatombic Concoctions (mit Neuro-Visceral Exhumation, Disgorgement of Squash Bodies)
- 2003: Polymorphisms to Severe Sepsis in Trauma/Disgusting Gore And Pathology (mit Torsofuck, Bizarre Leprous Production)
- 2004: mit Last Days of Humanity (Picture-LP, Black Hole Productions)
- 2005: The Hidden Art at the Heart of Modern Medico-legal Concepts (mit XXX Maniak, Black Hole Productions)

### Split-EPs
- 2001: Mechanisms of Disease: An Introduction to Pathology (mit Gonkulator, Fudgeworthy Records)
- 2002: Addicted To Pathological Abnormalities/Just How Daddy Likes It  (mit Vomit Spawn, No Weak Shit Records)
- 2002: Serum Sickness Syndrome (mit Sublime Cadaveric Decomposition, Mortuaria Productions)
- 2002: Feeding Your Pathological Needs (mit Jan AG, 2+2=5 Records)
- 2003: Disgusting Gore and Pathology/Polymorphisms to Severe Sepsis in Trauma (mit Torsofuck, Bizarre Leprous Production)
- 2007: Opus(yckness) I/MK 77 Democracy (mit Brainwash, Vomi D’Porc Records)
- 2008: Threshold to Pathology – The Short Cuts Collection/Entangled by a Toilet’s Content (mit I Shit on Your Face) (Goatgrind Records)
- 2010: mit 2 Minute Dreka (Goatgrind Records/Grind Block)